# Miranda (película)
Miranda es una película erótica italiana estrenada en 1985, dirigida por Tinto Brass y protagonizada por Serena Grandi y Andrea Occhipinti. Está levemente basada en la comedia de tres actos La locandiera de Carlo Goldoni.

## Sinopsis
Miranda (Serena Grandi) es una hermosa posadera que vive en una pequeña ciudad del valle del Po a fines de la década de 1940. Ella queda viuda después de que su esposo se pierde en la Segunda Guerra Mundial pero niega su matrimonio, esperando (al menos verbalmente) el regreso de su esposo. Su amante es el transportador Berto (Andrea Occhipinti), pero mientras Berto está fuera, ella también tiene aventuras con otros hombres, a saber Carlo (Franco Interlenghi), un exfascista rico que compra regalos caros a Miranda, y Norman (Andy J. Forest), un ingeniero estadounidense que trabaja en los alrededores de la ciudad. Mientras tanto, Tony (Franco Branciaroli), un empleado de la posada también tiene un profundo interés en Miranda, pero ella siempre insiste en mantenerlo a raya.

## Reparto
| Actor              | Personaje |
| ------------------ | --------- |
| Serena Grandi      |           |
| Andrea Occhipinti  |           |
| Franco Interlenghi |           |
| Andy J. Forest     |           |
| Franco Branciaroli |           |
| Malisa Longo       |           |
| Laura Sassi        |           |
| Isabelle Illiers   |           |
| Luciana Cirenei    |           |
| Jean René Lemoine  |           |
| Mauro Paladini     |           |
| Enzo Turrin        |           |